# 原稲荷神社 (葛飾区)
原稲荷神社（はらいなりじんじゃ）は、東京都葛飾区の神社。

## 歴史
1695年（元禄8年）に創建された。立石村から分村した原村の鎮守であり、東覚院（現在は廃寺）が別当寺であった。
現在の社殿は、1931年（昭和6年）に造営されたものである。

## 別当寺・東覚院
東覚院（とうがくいん）は武蔵国葛飾郡（現・東京都葛飾区）にあった新義真言宗の寺院。「稲荷山用水寺」を称しており、当社の別当寺であった。1869年（明治2年）に廃寺となった。

## 交通アクセス
- 京成立石駅より徒歩4分。